# Menophra subplagiata
Menophra subplagiata là một loài bướm đêm trong họ Geometridae.